# Spoorlijn Engers - Au
De spoorlijn Engers - Au is een spoorlijn in de Duitse deelstaten Rijnland-Palts en Noordrijn-Westfalen en is als spoorlijn 3032 onder beheer van DB Netze.

## Geschiedenis
Het traject werd door de Preußische Staatseisenbahnen geopend tussen 1884 en 1887. Doorgaand personenvervoer tussen Engers en Altenkichen werd opgeheven tussen 1984 en 1989. Het zuidelijk gedeelte tussen Grenzau en Siershahn werd tussen 2009 en 2013 gebruikt voor toeristische ritten. Sindsdien is dit gedeelte buiten gebruik. Het gedeelte tussen Siershahn en Altenkirchen wordt alleen gebruikt voor goederenvervoer.

## Treindiensten
De Hessische Landesbahn verzorgt het personenvervoer op dit traject met RB-treinen.
| Serie | Treinsoort         | Route | Bijzonderheden |
| ----- | ------------------ | --- | -------------- |
| RB 90 | Regionalbahn (HLB) | Limburg (Lahn) – Staffel – Hadamar – Wilsenroth – Westerburg – Altenkirchen (Westerw) – Au (Sieg) – Betzdorf (Sieg) – Siegen |                |

## Aansluitingen
In de volgende plaatsen is of was er een aansluiting op andere spoorlijnen:
Engers
DB 2324, spoorlijn tussen Mülheim-Speldorf en Niederlahnstein
DB 3017, spoorlijn tussen Engers en de aansluiting Neuwied Rheinbrücke
Grenzau
DB 3034, spoorlijn tussen Grenzau en Hillscheid
Siershahn
DB 3731, spoorlijn tussen Staffel en Siershahn
Flammersfeld
DB 3033, spoorlijn tussen Linz en Flammersfeld
Altenkirchen (Westerw)
DB 3730, spoorlijn tussen Limburg en Altenkirchen
Au (Sieg)
DB 2651, spoorlijn tussen Keulen en Gießen